# 奥田民生・カバーズ
『奥田民生・カバーズ』（おくだたみお・カバーズ）は、オムニバスによる奥田民生のトリビュート・アルバム。2007年10月24日発売。発売元はSME Records。

## 解説
奥田が在籍していたバンド・UNICORNがデビュー20周年記念として発売された、奥田民生をリスペクトしている豪華アーティストによるトリビュート盤。略称は「民カバ」。UNICORNのトリビュート盤『ユニコーン・トリビュート』と同時発売。
『ユニコーン・トリビュート』同様、奥田自らが各アーティストにオファーを出している。PUFFYとSPARKS GO GOは『ユニコーン・トリビュート』『奥田民生・カバーズ』2作とも参加している。

## 収録曲
DISC. 1
1. マシマロ / 木村カエラ
アルバム『GOLDBLEND』収録。
2. ワインのばか / B-DASH
アルバム『BETTER SONGS OF THE YEARS』収録。
3. カヌー / 斉藤和義
アルバム『FAILBOX』収録。
4. さすらい / スピッツ
アルバム『股旅』,『おるたな』収録。
コーラスにLeyonaが参加。
2010年10月、東海テレビ「ぷれサタ!」内のコーナー『旅人照英』テーマソング
テレビ東京『出川哲朗の充電させてもらえませんか?』テーマソング
5. イージュー★ライダー / GOING UNDER GROUND
アルバム『CAR SONGS OF THE YEARS』収録。
6. 恋のかけら / サンボマスター
アルバム『股旅』収録。
7. MOTHER / The ピーズ
PUFFYへの提供曲。
8. 息子 / チャットモンチー
アルバム『29』収録。
9. 野ばら / GLAY
アルバム『FAILBOX』収録。
10. 手紙 / 中孝介
アルバム『股旅』,『絆歌』収録。

DISC. 2
1. トロフィー〜ヘヘヘイ / ウルフルズ
トロフィー： アルバム『GOLDBLEND』収録。
ヘヘヘイ： アルバム『E』収録。
基本は「トロフィー」で、終盤に「ヘヘヘイ」のサビフレーズが挿入されている。
2. 健康 / PUFFY
アルバム『BETTER SONGS OF THE YEARS』収録。
3. 花になる / ザ・コレクターズ
アルバム『E』収録。
4. 月を超えろ / detroit7
アルバム『CAR SONGS OF THE YEARS』収録。
5. ルート 2 / SPARKS GO GO
アルバム『29』収録。
6. 愛のために / HALCALI
アルバム『29』収録。
7. これは歌だ / THEATRE BROOK
アルバム『29』収録。
8. サウンド・オブ・ミュージック / DEPAPEPE
アルバム『LION』収録。
ギターアンサンブルによるインストルメンタル。
9. The STANDARD / 井上陽水
アルバム『E』収録。